# Loyal (Oklahoma)
Loyal es un pueblo ubicado en el condado de Kingfisher en el estado estadounidense de Oklahoma. En el año 2010 tenía una población de 79 habitantes y una densidad poblacional de 395 personas por km².

## Geografía
Loyal se encuentra ubicado en las coordenadas 35°58′25″N 98°07′09″O / 35.973684, -98.119052.

## Demografía
Según la Oficina del Censo en 2000 los ingresos medios por hogar en la localidad eran de $18,750 y los ingresos medios por familia eran $21,250. Los hombres tenían unos ingresos medios de $32,500 frente a los $20,625 para las mujeres. La renta per cápita para la localidad era de $12,673. Alrededor del 34.2% de la población estaban por debajo del umbral de pobreza.